# 環境と性的指向
環境と性的指向（英語: environment and sexual orientation）の関係性は、学術研究の対象の1つである。性的指向の研究において、一部の研究者は環境の影響とホルモンの影響を区別して扱う一方、出生前ホルモンなどの生物学的影響を環境の影響の一部として含める研究者もいる。
科学者たちは性的指向の原因をまだ正確には解明していないが、性的指向は遺伝的影響、ホルモン的影響、環境的影響の複雑な相互作用の結果であるという理論化を行っている。科学者たちの間では、性的指向は選択できるものではないと考えられている。
産まれた後の社会環境が性的指向に与える影響についてのエビデンスは、特に男性の場合は弱い。子育てや幼少期の経験が性的指向に影響を与えることを示唆する十分な証拠は見つかっていないが、研究では、子供時代のジェンダー・ノンコンフォーミングと同性愛の関連が示されている。

## 性的指向と性的指向アイデンティティの比較
多くの場合、性的指向と性的指向アイデンティティは区別されないため、性的アイデンティティの正確な評価と、性的指向が変更できるかどうかに影響を与える可能性がある。性的指向アイデンティティは個人の生涯を通じて変化する可能性があり、生物学的な性や性的行動、実際の性的指向と一致する場合もあれば、異なる場合もあるためである。大多数の人にとって性的指向は安定しており、変わる可能性は低い。しかし、一部の研究によると、一部の人々は性的指向の変化を経験する可能性があり、これは男性よりも女性の方が起こりやすい。
アメリカ心理学会は、性的指向（永続的な魅力）と性的指向アイデンティティ（その人の人生のある時点で変わりうるもの）を区別している。科学者やメンタルヘルスの専門家の間では、一般に、性的指向が選択するものであるとは考えられていない。
アメリカ心理学会は、「性的指向は意志によって変更することができる選択ではなく、性的指向は環境的、認知的、生物学的要因の複雑な相互作用の結果である可能性が最も高い…性的指向は幼い頃に形成され…[そしてエビデンスが示唆しているように、]遺伝的要因または先天的なホルモンの要因を含む生物学的要因が、人のセクシュアリティに重大な役割を果たしている」と述べている。また、「性的指向ではなく、性的指向アイデンティティは、心理療法、支援グループ、ライフイベントによって変化するように思われる」と述べている。アメリカ精神医学会は、個人は「人生のさまざまな時点で、自分が異性愛者、同性愛者、レズビアン、バイセクシュアルであることに気づく」可能性があり、同性愛自体が精神疾患であるという仮定や、患者は同性愛的指向を変更するべきであるという前提条件に基づいた、「修復」療法や「転向」療法などの精神科治療に反対する可能性がある。しかし、アメリカ精神医学会は、同性愛の肯定的心理療法を奨励している。

## 出生前環境
胎児の発育に対するホルモンの影響は、性的指向の発達の最も影響力のある因果仮説とされている。単純化して説明すると、胎児の脳の発達は典型的な「女性」の状態で始まる。男性のY染色体の存在は、テストステロンを放出する精巣の発達を促し、主要なアンドロゲン受容体活性化ホルモンであるテストステロンを放出することで、胎児とその脳を男性化する。この男性化による効果は、男性を男性に典型的な脳構造に近づけ、ほとんどの場合、女性に魅力を感じるようにさせる。同性愛者の男性の場合、脳の主要な領域でテストステロンに曝されるレベルがより低かったか、男性化効果に対して異なるレベルの受容性を持っているか、あるいは、重要な時期にテストステロンの変動を経験したという仮説が立てられている。女性の場合、重要な部位がテストステロンに高レベルで曝されると、同性に惹かれるようになる可能性が高まるという仮説が立てられている。
これを裏付けるのは、出生前におけるテストステロン曝露のマーカーと考えられる右手の指の指比に関する研究である（ただし、後続の研究では、指の比率をマーカーとして使用することには批判的である）。レズビアンは平均的に、より男性的な指比に有意に近いことが判明しており、この発見は異文化間の研究で何度も再現されているが、民族性が考慮される場合などには矛盾することもある。直接的な効果を測定するのは倫理的に困難であるが、科学者による胎生中の性ホルモンの暴露を操作した動物実験でも、メスの動物において、生涯にわたるオスに典型的な行動やマウンティングを誘発したり、オスの動物において、メスの典型的な行動を誘発する可能性がある。
胎児の発育中の母親の免疫反応は、男性の同性愛や両性愛を引き起こすことが強く実証されている。1990年代以降の研究では、女性が男性の息子を多く持つほど、後に生まれる息子が同性愛者である可能性が高くなることが示されている。妊娠中、男性細胞が母親の血流に入るが、それは母親の免疫系にとっては異物である。その反応として、母親の体は男性細胞を中和する抗体を発達させる。この抗体は将来の男児に放出され、Y連鎖抗原を中和する可能性があり、これが脳の男性化に影響を与え、性的魅力を担う脳の領域を女性に典型的な形体に置いたり、男性に魅力を感じるようにさせる可能性がある。母親が息子をたくさん産むほど、この抗体のレベルが増加し、出生順序効果が観察されるようになる。この効果を裏付ける生化学的な証拠は、2017年の実験室研究で確認され、同性愛者の息子、特に兄を持つ息子の母親は、異性愛者の息子を持つ母親よりも、NLGN4Y Yタンパク質に対する抗体レベルが高いことが判明した。J. Michael Baileyは、母親の免疫反応が男性の同性愛の「因果関係」があると述べた。この影響は同性愛者男性の15～29%を占めると推定されているが、他の同性愛者やバイセクシュアルの男性の性的指向は、遺伝的およびホルモン的な相互作用に負っていると考えられている。

1900年代に主流だった社会化理論では、子供たちは「未分化」の状態で生まれ、性別役割や性的指向に社会化されるという考えがされていた。この考えは、割礼の失敗などの事故の後、新生児や幼児の男児を外科的に女児に戻すという医学実験につながった。しかし、こうした男性たちは、本人たちには何も告げずに女性として育てられたが、期待に反して、彼らが女性らしくなったり男性に惹かれるようになったりすることはなかった。性的指向が提供されている公表されたすべての事例では、成長後に女性に強く惹かれるようになっていた。こうした実験の失敗は、社会化効果が男性に女性的な行動を誘発したり、男性に惹かれるようにすることがないということ、そして、出生前の胎児の脳に対するホルモンの組織的な影響は永続的な影響を与えるということを示している。これは、少なくとも男性の性的指向に関しては、育ちではなく「生まれつき」のものであることを示唆している。
視索前野の性的二型核（SDN-POA）は、人間や多くの哺乳類（例：羊、マウス、ラット）の雌雄差を生む重要な領域であり、ホルモンの曝露に対する性差によって引き起こされる。INAH-3領域は女性よりも男性の方が大きく、性行動において重要な領域であると考えられている。解剖研究により、同性愛者の男性は異性愛者の男性よりもINAH-3のサイズが著しく小さく、女性の典型の方向にシフトしていることが判明した。この発見は神経科学者のサイモン・レベイによって初めて実証され、その後も再現されてきた。ただし、研究資金と脳サンプルが不足しているため、解剖研究が行われるのは稀である。
家畜化された羊の長期研究により、雄羊の6～8％が生涯を通じて同性愛的な嗜好を持っていることが明らかになった。雄羊の脳の解剖でも、ヒトのSDNと同等の脳領域であるヒツジの性的二型核において、異性愛の指向を持つ雄羊と比較して、同性愛の指向を持つ雄羊に同様のより小さな（女性化した）構造が発見された:107–110。羊のoSDNの大きさも、出生後ではなく子宮内で形成されることが証明されており、性的に惹かれることに対する脳の男性化における出生前ホルモンの役割が強調されている。
人間を対象とした他の研究は脳イメージング技術に依存しており、脳の半球を比較したイヴァンカ・サビッチが主導した研究などがある。この研究では、異性愛者の男性は右半球が左半球より2%大きいことが明らかになり、LeVayはこれを、控えめではあるが「非常に有意な差」であると述べた。異性愛者の女性では、2つの半球は同じサイズだった。ゲイ男性の場合、両半球の大きさが同じまたは性別に対して非典型的だったが、レズビアンの場合、右半球が左半球よりわずかに大きく、男性の方向へのわずかなシフトが示された:112。
進化遺伝学者William R. Riceによって提案されたモデルでは、脳の発達に影響を与えるテストステロン感受性または非感受性のエピジェネティック修飾子の誤発現により、同性愛を説明できる可能性があり、双子の間で不一致があることを最もよく説明できる可能性があると議論されている。ライスらは、通常これらのエピマークは性的発達を促進し、ほとんどの人ではインターセックス状態になることを防ぐが、世代を超えて消去できずに性的嗜好の反転を引き起こすことがある可能性を提示している。進化論的な妥当性を根拠として、Gavrilets、Friberg、Riceは、排他的な同性愛的指向のすべてのメカニズムは彼らのエピジェネティックなモデルに遡れる可能性が高いと主張している。この仮説の検証は、現在の幹細胞技術で可能である。
NLGN4XおよびNLGN4Yの変異が自閉症スペクトラムの状態に関連しているというエビデンスがあり、そのような状態は無性愛者の場合に上昇する可能性がある。したがって、NLGN4X/Yは、性的/ロマンチックな関係を含む、他者との社会的つながりの形成に広く関連する神経機能に影響を与えている可能性がある。

## 小児期のジェンダー・ノンコンフォーミング
研究者たちは、子供時代のジェンダー・ノンコンフォーミング（childhood gender nonconformity、CGN）が成人期の同性愛の最大の予測因子であることを発見した。ゲイの男性は女性的な男の子であると報告されることが多く、レズビアンの女性は男性的な女の子であると報告されることがよくある。男性の場合、CGNは成人期の性的指向に対する強い予測因子であるが、女性の場合、この関係は十分には理解されていない。性ステロイドの生産に影響がある先天性副腎過形成症のある女性には、男性に典型的な遊びの行動がより多く報告され、異性愛への関心が低くなることが示されている。Baileyによると、幼少期のジェンダー・ノンコンフォーミングは、男性の同性愛が生まれつきの特性、すなわち、ホルモン、遺伝子、その他の出生前の発達因子の結果であることを示す明確な指標であると考えられる。また、ジェンダー・ノンコンフォーミングのある男の子には「報酬よりはるかに多くの罰が与えられ」、そうした振る舞いは「人から促されることがなくても、反対されたとしても現れる」ものであるから、それを「先天性の必須条件」であると述べている。そして、ジェンダー・ノンコンフォーミングの少年を「ジェンダーとセクシュアリティに対する生物学的影響の象徴的な存在であり、これは単一の生物学的マーカーを測定するかどうかに関わらず真実である」と説明している。
Daryl Bemは1996年に「エキゾチックなものがエロティックになる（exotic becomes erotic、EBE）」という理論を提案した。Bemは、出生前ホルモン、遺伝子、神経解剖学的構造などの生物学的要因により、子どもたちは出生時に割り当てられた性別に従わない行動をとりやすくなると主張する。ジェンダー・ノンコンフォーミングの子どもたちは、多くの場合、異性の遊び相手や活動を好み、同性の仲間グループから疎外されてしまう。子どもたちが思春期に入ると、「エキゾチックなものがエロティックになる」。つまり、自分とは異なる、不慣れな同性の仲間が覚醒状態を生み出し、一般的な覚醒状態が時間の経過とともにエロティックなものになる。Wetherellらは、Bemは「彼のモデルをすべての個人に対する絶対的な処方箋としてではなく、むしろ最頻のまたは平均的な説明として意図している」と述べている。
しかし、Bemの理論に対しては、Psychological Reviewで2つの批判が発表された。それらの批判は、「Bemが引用した研究と追加の研究は、「エキゾチックがエロティックになる」理論が科学的証拠によって裏付けられていないことを示している」と結論づけている。Bemは、1970年代のゲイ男性の無作為化されていないサンプルに依存し、元データと矛盾するように見える結論を導き出したとして批判された。「元のデータを調査したところ、事実上すべての回答者が両性の子供たちと親しかったことが示され」、自分の友人に男性が「一人もいない、または、数人だけ」と回答したのはゲイ男性のわずか9％で、ほとんどのゲイ男性（74％）は小学生時代に「特に親しい同性の友人」がいたと報告していた。さらに、「ゲイ男性の71％が他の少年たちとは違うと感じていたと報告したが、ヘテロ男性も38％が同様の回答をしていた。ゲイ男性の違いはより大きいが、それでも同性の仲間とは違うと感じることがヘテロ男性にも一般的だったことを示している」。また、Bemはゲイ男性には兄がいる可能性が高いこと（兄弟の出生順序効果）を認めたが、これは男性に対して不慣れであるということと矛盾しているように思われる。Bemは、パプアニューギニアのサンビア族などの、思春期に男子を女子から隔離して10代の若者たちに儀式的に同性愛行為を強要する（これが男性の成長の可能性にとって重要であると信じられていた）など、やはり「EBE理論の主張と矛盾しているように見える」異文化研究を引用していたが、これらの少年たちが成人に達すると、同性愛行為を続けた男性はごく一部であり、これはアメリカ合衆国で観察されたレベルと同程度であった。LeVayは、この理論は「真実味のある順序」で並べられているが:65、「実証的な裏付けが欠けている」と述べた:164。社会心理学者のJustin Lehmilleは、Bemの理論は「生物学的影響と環境的影響をシームレスに結び付けているという点」で称賛されており、「小児期のジェンダー・ノンコンフォーミングは実際に成人の同性愛の最も強力な予測因子の1つであるという点では、このモデルには部分的な裏付けがある」ものの、しかし、このモデルの妥当性は「さまざまな理由から疑問視されており、科学者らはそのモデルをほとんど否定している」と述べている。
2003年、ラディカル・フェミニストを自称するLorene Gottschalkは、文献におけるジェンダー・ノンコンフォーミングと同性愛との関連における報告にはバイアスがあることを示唆した。研究者らは、幼少期のホームビデオとジェンダー・ノンコンフォーミングの自己申告を比較することでバイアスの可能性を調査したが、ジェンダー・ノンコンフォーミングの存在は自己申告と非常に一致しており、幼い頃に現れ、成人期まで引き継がれていたことが判明している。

## 家族と養育

### 一般
出生後の社会環境が性的指向に与える影響についての仮説は、特に男性の場合は弱い。子育てや幼少期の経験が、性的指向に影響を与えることを示唆する有意なエビデンスは見つかっていない。研究では、幼児期のジェンダー・ノンコンフォーミングと同性愛が関連付けられてきており、平均してゲイ男性は幼少期から有意に女性的であるのに対し、レズビアンは有意に男性的であることが観察されている。バイセクシュアルにも幼少期のジェンダー・ノンコンフォーミングが報告されているが、その差はゲイ男性やレズビアンほどは大きくない。性別に非典型的な振る舞いが社会的環境や親からの促しがないにもかかわらず現れるため、早期のジェンダー・ノンコンフォーミングは、非異性愛的な指向が初期の生物学的な因子（遺伝的影響、出生前ホルモン、胎児発育中のその他の因子）に依存していることを示唆するエビデンスとなっている。親や大人は、子どものジェンダー・ノンコンフォーミングに対して否定的な反応を示す可能性があり、その結果として虐待の割合が高くなる。初期の仮説では、一部の非異性愛者が経験した幼少期の虐待が非異性愛的な指向の原因であると推測されていたが、この理論はより詳細な検討によって裏付けられていない。

### 兄弟間の出生順序
1990年代から、男性が同じ母親から生まれた生物学的に年上の兄弟がいるごとに、男性が同性愛者である確率が28〜48％増加することが、多くの研究で実証されてきた。この現象は、兄弟の出生順序効果として知られている。相関関係は年上の養子や義理の兄弟がいる場合には見られず、科学者らはこれを社会的影響ではなく、男児の発達に対する母親の免疫反応によるものだと考えている。ゲイ男性の15%〜29%が性向をこの影響によるものであると推定されているが、男児の流産（計算に織り込むことがなきない）を考慮すると、この割合はさらに高くなる可能性がある。2017年、この効果の生化学的なエビデンスが発見され、息子の母親、特に同性愛者の息子を持つ母親は、息子のいない母親よりも男性のNLGN4Yタンパク質に対する抗体レベルが有意に高いことが実証された。生物学者のJacques Balthazartは、この発見は「性的指向が社会化における未確認の要因ではなく、出生前の生物学的メカニズムに大きく影響されることを示す証拠の増加に重要な章を加えるものである」と述べた。この影響は、出生前環境で生じる男性の性的指向に対する非遺伝的影響の一例である。この効果は、数回の男児の妊娠後に全員またはほとんどの息子が同性愛者になることを意味するものではなく、同性愛者の息子が生まれる確率が、長男の場合は2%、次男では3%、三男では5%（男児が生まれるたびに強化される）ということである。

## 外科的に性別を再割り当てされ女性として育てられた少年たち
1960年代から2000年にかけて、奇形の陰茎を持って生まれた場合や事故で陰茎を失った場合に、多くの新生児や幼児の男児が外科的に性別を女性として再割り当てされていた:72–73。多くの外科医は、そのような男性は社会的および外科的に女性に再割り当てされたほうが幸せであると信じていた。性的指向に関する情報を提供している公表された7件の事例すべてにおいて、対象者は成長して女性に強く惹かれるようになっていた。Psychological Science in the Public Interestにおいて、J. Michael Baileyを含む6人の科学者は、男性の性的指向は出生前に部分的に確立されるという強力なエビデンスが確立していることを次のように述べている。
この結果は、男性の性的指向が完全に生まれつきのものである場合に予想されるものであり、育ちによるものである場合に予想される結果とは逆である。もし性的指向が育ちによって決まるものであるなら、これらの個人が主に女性に惹かれることはないはずである。このことから、心理社会的手段によって男性の性的指向の発達を阻止することがいかに難しいかが示されている。
科学者らはさらに、このことが性的指向に関する社会環境の意義について疑問を投げかけていると主張し、次のように述べている。「幼児期に男性のペニスを切断し、女の子として育てることによって、男性を他の男性に確実に惹かれるようにすることができないのであれば、他にどのような心理社会的介入がそのような効果をもたらす可能性があるのだろうか？」さらに、総排泄腔外反症（陰茎の奇形をもたらす）も外科的事故も出生前のアンドロゲンの異常とは関連しておらず、したがって、これらの人々の脳は出生時には男性的に組織化されていたと述べている。7人のうち6人は外科的に変えられて女性として育てられていたにもかかわらず、追跡調査で異性愛者の男性であることが判明しており、研究者らは「入手可能なエビデンスによると、このような場合、親は子供たちを女の子として、可能な限りジェンダーに典型的な方法で育てることに熱心に取り組んでいた」と付け加えている。Baileyらは、これらの性別の再割り当てを、男性の同性愛に関する「生まれ」と「育ち」の影響を測定する際の「ほぼ完璧な疑似実験」と述べている。

## 幼少期の性的虐待、痴漢、幼少期の経験
性的虐待、痴漢、幼少期の経験が同性愛を引き起こすという仮説は、推測の対象となってきたが、科学的な裏付けはない:20。むしろ、研究が実証してきたのは、特に男性の非異性愛者が、幼い頃から現れる成人の同性愛の強力な予測因子となるジェンダー・ノンコンフォーミングな行動が原因で、小児期の性的虐待の標的になる可能性が高いという事実である。このようなジェンダー・ノンコンフォーミングな行動によって特定されることが多いため、年上の機会を狙う者に発見されたり、ジェンダー・ノンコンフォーミングを嫌う他の人々の被害者になってしまう可能性があるため、若い年齢であっても同性体験の影響を特に受けやすい可能性がある。小児期の性的虐待には、単に幼少期だけでなく、通常18歳以前のさまざまな経験が含まれることが多い。ゲイ男性は、自分の性的指向を隠し、利用できるパートナーがいないため、10代の間に年齢不一致の関係を築く可能性が高くなる。これは、性的虐待とみなされる可能性はあっても、性的指向の「原因」の証拠とはならない:83。
異文化間のエビデンスでも、最初の性体験がその人の最終的な性的指向に影響を与えるという考えに否定的である。ニューギニアのサンビア族では、7歳から10歳までのすべての少年が、女性と接触できるようになるまでの数年間、年上の男性の若者と儀式的な性的接触をすることが義務付けられているが:20、同性愛的指向を持っている男性は少数であり、そのレベルは西洋文化で見られるものと同じである:130–131。
さらに、同性愛行為が高い確率で発生する、男女別の寄宿学校に通っていた英国の学生を対象とした長期研究では、そうした学生は、そのような学校に通っていない学生と比べて、同性愛者である可能性が低いことが判明した:20。
女性に対する仮説は、性的虐待により男性を嫌悪し、女性に安らぎを求めるようになるが、男性はどういうわけか同性に惹かれるようになるというもので、これは矛盾しているとされている。女性の性的指向は外部または社会の影響を受ける可能性があるというエビデンスがある。しかし、研究を歪めたり、強力な結論を出すことを妨げたりする可能性のある交絡因子は他にも数多くある。これには人の同調性のレベルやリスクを取る傾向などの性格特性が含まれ、この傾向はレズビアンを対象とする研究で高いことが明らかになっているため、これにより虐待を受けやすくなっている可能性がある。
遺伝学、心理学、生物学、神経科学、内分泌学の分野の6人の専門家によって執筆された2016年のレビュー論文では、性的指向を説明するために生物学的理論が支持されると結論づけ、男性と比較して「社会環境が女性の性的指向とそれに関連する行動に影響を与えることを発見しても、私たち（や他の人たち）にとってはそれほど驚くことではない」が、「その可能性は推測されるべきものではなく、科学的に裏付けられなければならない」と述べている。
2013年のRobertsらによる研究「Does Childhood Maltreatment Effect Sexual Orientation?（小児期の虐待は性的指向に影響を与えるか？）」では、性的虐待は女性ではなく男性に影響を与える可能性があることが報告された。しかし、神経科学者のSimon LeVayは、結論が通常とは異なる統計的手法に依存しており、彼女がこれを正しく適用していなかったために論争が起こったと説明している:20。この研究は、統計的手段回帰において不当な仮定を行っているとして強く批判されている。J. Michael BaileyとDrew Baileyによる批判は、「Robertsらの研究結果は、幼少期の虐待が成人の同性愛を引き起こすという考えを裏付けるものではないだけでなく、男女間の違いのパターンは、優れたエビデンスに基づいて予想されるものとは逆である」と述べている。Baileyは、Robertの操作変数の回帰と分析は、親子間で共有される遺伝子の交絡因子によって「ほぼ確実に間違っている」と述べている（Robertは分析の操作変数として親の形質を使用したが、親の形質はうつ病や神経症に対する行動遺伝的影響によって大きく歪められており、子供たちもそれを引き継いでいる） 。そして、遺伝的な交絡因子を操作すると、男性における性的虐待と成人の非異性愛との関連性をゼロに減らすことできる。さらに、Baileyらの過去の研究はすべて、心理社会的影響に反応するのは男性ではなく女性の性的指向である可能性があることを実証していると主張している。Baileyは、Robertsの結論は、最初の性体験よりずっと前から同性に魅力を感じるという、通常の同性愛者の男性の経験にはあまり当てはまらず、「男性の性的指向は発達の初期段階で固定されるという有力なエビデンスがあり、それはおそらく出生前、そして確実に幼少期の逆境が影響を与える可能性がある前である」、そして、「これまでの研究は、幼少期の経験が成人、特に男性の性的指向に有意な因果的役割を果たしているという仮説とは矛盾している」と結論付けている。人類の進化の観点から、なぜ男性が虐待に応じて同性愛者になるのかに関するもっともらしいメカニズムは発見されていない。
2016年、LeVayは、ゲイ男性の間で幼少期の性的虐待の割合が増加しているのは、主に幼少期のジェンダー・ノンコンフォーミングな行動の標的にされたことが原因であるという「当初の考えを支持する」エビデンスを別の研究グループが発見したことを報告した:20。この研究では、幼少期にジェンダー・ノンコンフォーミングだったゲイ、バイセクシュアル、ストレートの男性が、それぞれ幼少期に性的虐待を受けたと報告する可能性は同等であった一方、幼少期に典型的に男性的であったゲイ、バイセクシュアル、ストレートの男性は、性的虐待を受けたと報告する可能性が大幅に低かったことが明らかにされた。加えて、かなりの数の異性愛者が幼少期に性的虐待を経験しており、それでも成長後に異性愛者になっていた。LeVayは、「エビデンスの重みは、幼少期の虐待が同性愛の発達の原因因子であるという考えを裏付けるものではない」と結論付けている:20。
虐待を過小報告している異性愛者など、他の交絡要因も研究を歪める場合がある。これは異性愛者の男性の間で特によく見られる問題であるが、非異性愛者は、同性へ惹きつけられたことを受け入れるために虐待の経験について正直になる可能性が高い可能性がある:83。セクシャル・マイノリティは、性的指向やジェンダー・アイデンティティを理由に性的暴行を受けるヘイトクライムである、矯正レイプ（または同性愛嫌悪のレイプ）の被害者になることもある。加害者から見て、レイプの一般的な意図された結果は、被害者を異性愛者にするか、性別の固定観念への適合を強制することである。さらに、便宜的サンプリングに依存した研究では、虐待率が高くなる可能性があり、より広範な集団における虐待率を説明する妥当性は限られている。
児童期の性的虐待が「本人が性的経験を望まなかった、または何が起こっているのか理解するには若すぎた、成人または18歳未満のその他の者との性的な経験」と定義される場合、多くの異なる経験を組み合わせているため、さまざまな原因と結果が生じる可能性がある。これには、何が起こっているのか理解するには幼すぎる子供の性体験や、その経験を理解していながらもそれを望まなかった思春期後半の性体験、あるいは、同性および異性との虐待経験などが含まれる:83。
アメリカ精神医学会は、「……同性愛の原因となる特定の心理社会的または家族力学的な原因は特定されておらず、これには幼少期の性的虐待の記憶も含まれる」と述べている。性的指向研究の科学者は、出産後の社会環境が性的指向に及ぼす影響を証明することを長期にわたって失敗してきたが、現在は生物学的理論を支持しており、そのためのエビデンスが蓄積されつつある。そしてこれは、特に男性に当てはまる。

## 化学的な撹乱剤
プラスチック柔軟剤（フタル酸エステル）などの環境化合物は、広く蔓延している抗アンドロゲン作用を持つ環境化学物質であり、出生前の発達中の人間の脳の性分化を妨げる可能性がある。研究者たちは、妊娠中の内分泌攪乱物質への暴露とその後の子孫の性的指向について調査を行っているが、科学者らはまだ結論は出せないと警告している。歴史的記録は、工業化以前の多くの時代・文化・場所に同性愛者が存在し、認められていたことを示している。
1939年から1960年の間に、アメリカ合衆国とヨーロッパの約200万人の妊婦が、流産を防ぐと信じられていたジエチルスチルベストロール（DES）として知られる合成エストロゲンを処方された。DESは流産を予防しなかったが、この薬を投与された女性の娘がバイセクシュアルや同性愛者になる可能性が増加したと報告されている。

## その他
データ科学者のSeth Stephens-Davidowitzは、インターネットのポルノ検索のうち、ゲイ男性のポルノに関する検索はどの州でもほぼ同じ約5%であったことから、ゲイ男性の実際の割合は、アメリカ合衆国の州によって差がないように思われると報告した。このデータに基づいて、彼はゲイ男性の都市への移住は誇張されたものだと考え、同性愛に対する社会的スティグマがある州では「カミングアウトしているゲイ男性よりもクローゼットのゲイ男性の方がはるかに多い」と述べている:9。